# Kotrás Gábor
Kotrás Gábor (1925–2001) magyar műrepülő sportoló, pilóta.

## Életpálya
Repülő pályafutását a 1939-ben debreceni repülőtéren kezdte, egy Tücsök típusú vitorlázógéppel. Hajdúszoboszlón az állandó sportrepülőtér létrehozásában komoly szerepet vállalt, a második világháború után kezdett bele a szervezésbe. Repülőiskola jött létre, ahol vitorlázó és motoros oktatás is folyt. Az iskola felszámolása után a repülőtér parancsnoka lett, annak megszüntetéséig. A motoros repülésben szerzett tapasztalatai alapján 1949-ben oktató lett. Repülő pályafutása alatt 1974-ig több mint 60 különböző típusú géppel repült. 16 000 felszállással több mint 5000 órát töltött a levegőben. A MÉM Repülőgépes Szolgálat nyíregyházi kiképző bázisának vezetője volt. 55 éven keresztül volt aktív pilóta.

## Sporteredmények
Sportrepülésben több sebességi rekordot ért el. Vitorlázó repülővel 5350 méter magasságban 8 és félórás időtartamot, valamint 519 kilométer távolságot repült.

### Magyar bajnokság
Két alkalommal nyert vitorlázó országos bajnokságot. 

## Életregénye
Csáki Imre: Felhőkkel táncoló – egy nagy pilóta legendás élete, 2006. ISBN 9632296036

## Szakmai sikerek
- háromszoros Gyémánt fokozatú  vitorlázórepülő,
- Nemzetközi Repülő Szövetség (franciául: Fédération Aéronautique Internationale) (FAI) 36. magyarként, az 1974-ben megtartott kongresszusán Paul Tissandier diplomát adományozott részére,